# Хойтлиген
Хойтлиген (нем. Häutligen) — коммуна в Швейцарии, в кантоне Берн.
Входит в состав округа Конольфинген. Население составляет 235 человек (на 31 декабря 2006 года). Официальный код — 0609.